# Hauptstuhl
Hauptstuhl là một đô thị ở huyện Kaiserslautern, bang Rheinland-Pfalz, phía tây nước Đức. Đô thị Hauptstuhl có diện tích 5 km².